# Serica ligulata
Serica ligulata är en skalbaggsart som beskrevs av Dawson 1932. Serica ligulata ingår i släktet Serica och familjen Melolonthidae. Utöver nominatformen finns också underarten S. l. praetermissa.